# باشگاه فوتبال فنرباغچه
باشگاه فوتبال فِنِرباهچه (به ترکی استانبولی: Fenerbahçe Spor Kulübü)، که در ایران آن را فنرباغچه می‌نامند، یکی از پر افتخارترین و پر هوادارترین باشگاه‌های فوتبال در ترکیه است. نام این باشگاه از نام محله فِنِرباهچه استانبول گرفته شده است.
این باشگاه هیچ‌وقت به دسته‌های پایین سقوط نکرده و در حال حاضر در سوپرلیگ ترکیه رقابت می‌کند.
فِنِرباهچه در سطح ملی ۱۹ قهرمانی لیگ، ۶ قهرمانی جام حذفی و ۹ قهرمانی سوپر جام کسب نموده است.

## تاریخچه
فنرباغچه با نام مکتب امید فعالیت می‌کرد در دوره حکومت عثمانی در سال ۱۹۰۷ تأسیس شد. این تیم تاکنون ۱۹ بار قهرمان سوپرلیگ ترکیه شده که آخرین آن در سال ۲۰۱۴ است. این تیم یک‌بار هم پیروز جام بالکان شده و در سال ۲۰۰۷–۲۰۰۸ در لیگ قهرمانان اروپا تا مرحله یک چهارم پایانی پیش رفت، ولی در آن مرحله، دربرابر چلسی بازی را واگذار کرد.

## ورزشگاه

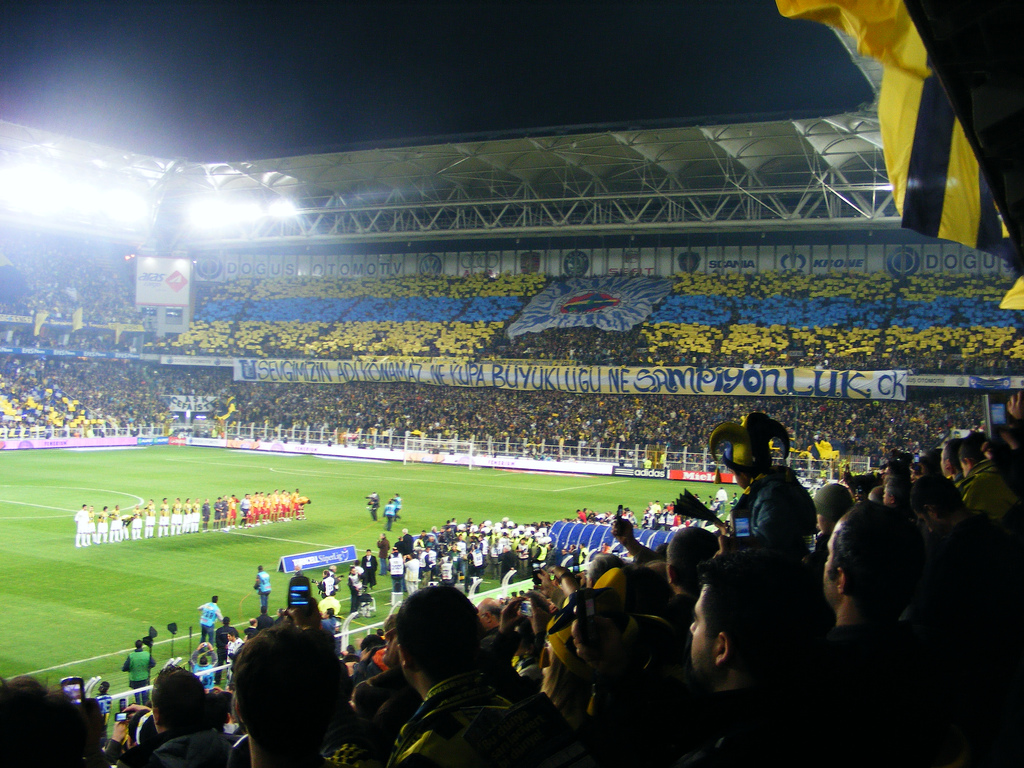
دربی سال ۲۰۰۸ فنرباغچه در برابر گالاتاسرای

نام ورزشگاه آن ورزشگاه شوکرو سراج اوغلو است که ۵۰۵۴۹ نفر گنجایش دارد و در ناحیه کادی کوی شهر استانبول ترکیه واقع شده است. این ورزشگاه برای برگزاری فینال جام یوفا در سال ۲۰۰۹ برگزیده شد.

### شکری سراج‌اوغلو
شکری سراج‌اوغلو سیاست‌مدار و پنجمین نخست‌وزیر ترکیه بود. او طرفدار فِنِرباهچه بود و از سال ۱۹۳۴ تا سال ۱۹۵۰ رئیس باشگاه بود؛ وی طولانی‌ترین دوره ریاست در تاریخ باشگاه را دارد. او در تاریخ ۲۷ دسامبر ۱۹۵۳ درگذشت.

## بازیکنان نامی

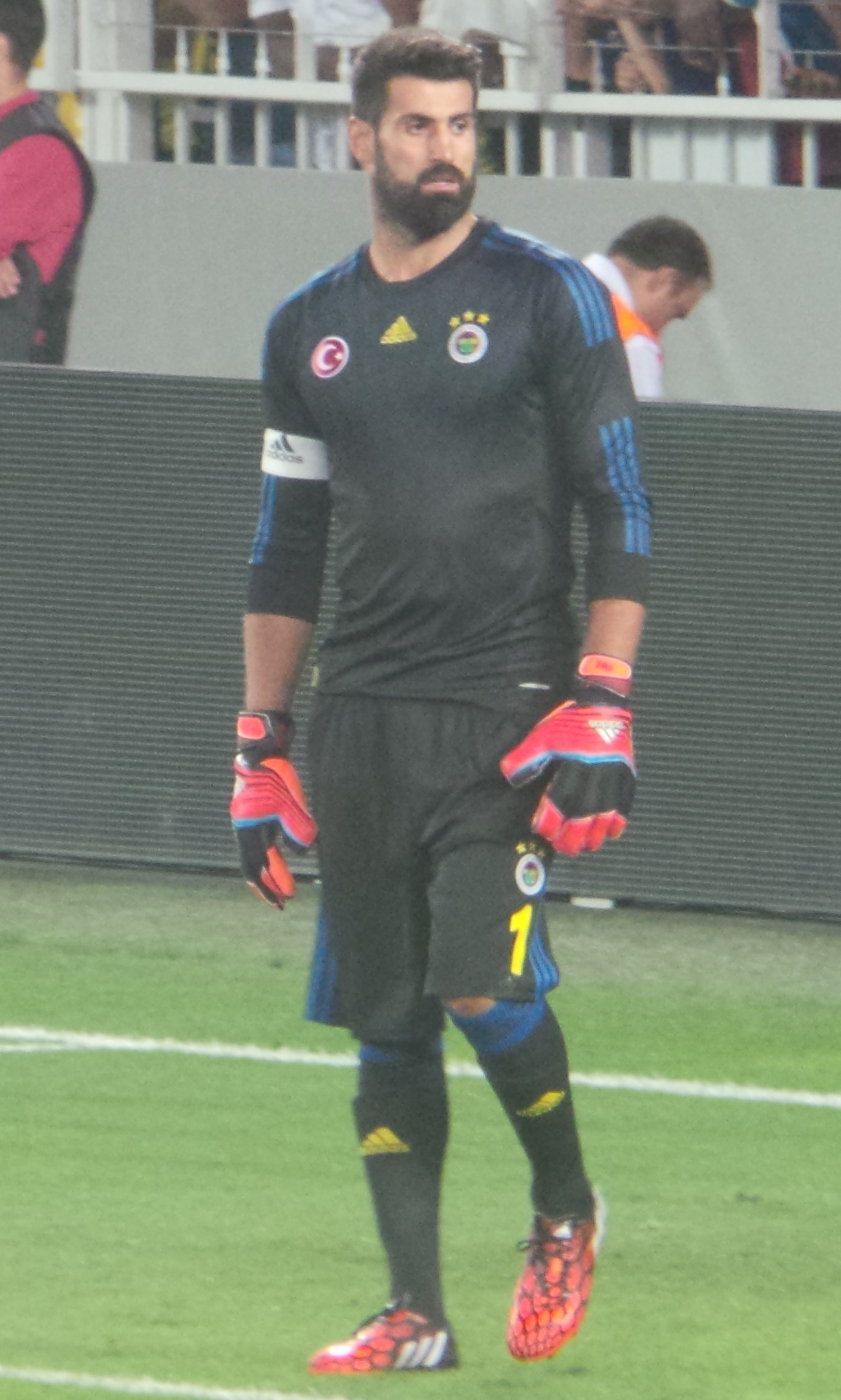
ولکان دمیرل

این تیم تاکنون بازیکنان بزرگی را در خود داشته است. کسانی مانند مسعود اوزیل هارالد شوماخر دروازه‌بان آلمانی و جی-جی اوکوچای نیجریه‌ای و آریل اورتگا، مامه بابا تیام، میلان راپاییچ، کنت آندرسون، پیر ون هویدونک، نیکولا آنلکا، استیفن آپیای غنایی، روبرتو کارلوس، میلوش کراسیچ، کلودیو تافارل برزیلی، رابین فان پرسی مهاجم هلندی، آلکس دسوزا برزیلی، دیگو لوگانو کاپیتان وقت اروگوئه، ماتئا کژمان صرب، دانیل گوییزا بازیکن تیم ملی اسپانیا و آقای گل وقت لالیگا و … از این بازیکنان می‌باشند.

## نگارخانه

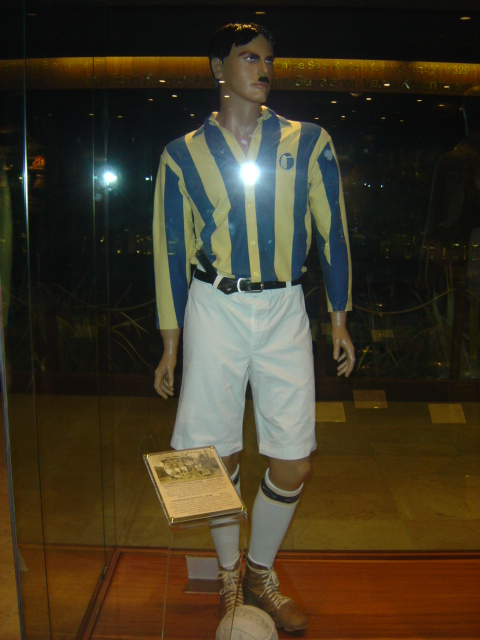
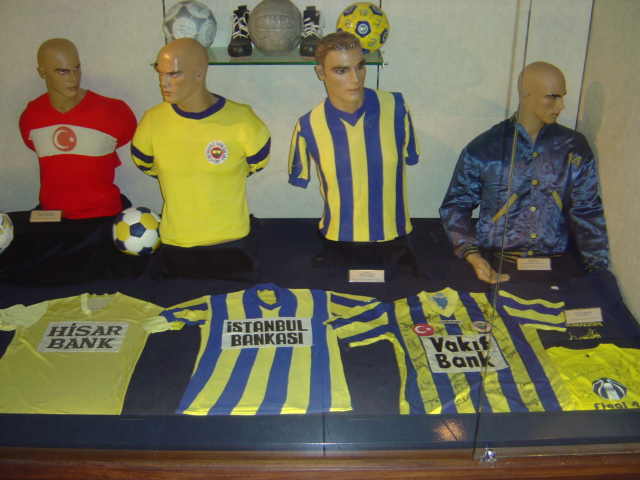

## مربیان سرشناس
- تومیسلاو ایویچ
- کارلوس آلبرتو پریرا
- یواخیم لوو
- اسماعیل کارتال
- زدنیک زمان
- مصطفی دنیزلی
- کریستوف دام
- زیکو
- لوییس آراگونز
- ژوزه مورینیو